# Chiesa di San Salvatore (Praga)
La chiesa di San Salvatore (in ceco Kostel Nejsvětějšího Salvátora) è un edificio religioso situato a Praga, capitale della Repubblica Ceca, ed è parte del Clementinum.

## Storia

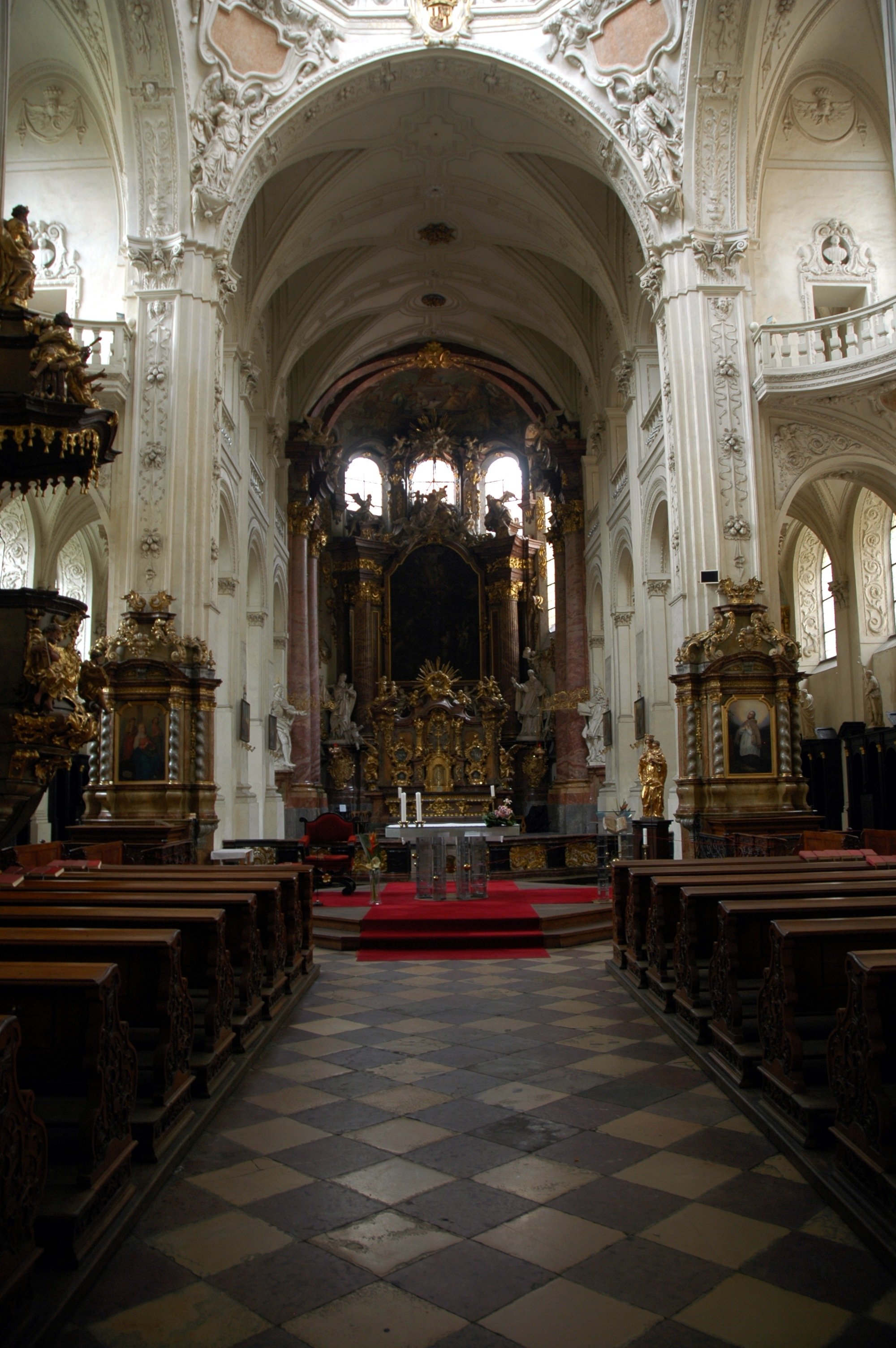
Interno della Chiesa di San Salvatore

La chiesa fu costruita sulle fondamenta della Chiesa di San Clemente, di stile gotico ed affiliata all'Ordine dei frati predicatori. Per molti anni, nel XVI-XVII secolo,essa fu gradualmente costruita da anonimi, poi da Carlo Lurago e Francesco Caratti. Già dal 1578 al 1581, la Compagnia di Gesù, guidata dal rettore Giovanni Paolo Campana, lavorò alle fondamenta dell'edificio, poi furono costruiti un presbiterio e un transetto.
Nel 1581, il primate del vicino Ghetto ebraico, Mordecai Maisel donò 100 talleri per costruire la chiesa, il che testimonia un'atmosfera tollerante completamente senza precedenti e la coesistenza pacifica di diverse religioni all'interno della Praga Rudolfiniana.
All'inizio del XVII secolo, furono costruite un'intera navata e un portale in marmo occidentale con un portico. La chiesa ricevette empori incorporati e decorazioni in stucco, la cui costruzione fu gestita dall'architetto italiano Carlo Lurago. Alla fine del 1740, una cupola fu costruita sopra il santuario, decorata con stucchi della bottega di Johann Georg Bendl: si tratta però di una "falsa cupola" con pianta ottagonale, posta sopra un tamburo. La decorazione a stucco in seguito dovette essere rimossa per il suo peso e sostituita con una nuova. Negli anni 1654-1659, secondo il progetto di Lurago, fu costruita una nuova facciata con tre arcate che ricordano gli archi trionfali romani. I campanili della chiesa furono modificati e innalzati nel 1714 dall'architetto František Kaňka.
Nel XVIII secolo, il teologo gesuita Antonín Koniáš, campione della Controriforma, occasionalmente predicò nella chiesa. Tra il 1805 e il 1819, Bernard Bolzano, un predicatore universitario, fu attivo qui. Jakub Jan Ryba suonò l'organo nella chiesa nel 1880. Nel 1950, Oto Mádr si dedicò alla pastorale giovanile universitaria da questa chiesa.

## Collegio
Nel dormitorio adiacente risiedettero, nel corso degli anni, il missionario Karel Slavíček, Franz Seraph von Dietrichstein (che poi divenne vescovo e cardinale), Tomáš Pešina di Čechorod, san Jan Sarkander, e il revivalista Josef Dobrovský. Dopo la Rivoluzione di velluto, i sacerdoti Aleš Opatrný (1990-1991), Jan Jandourek (1993-1995) e il frate domenicano Milan Norbert Badal  (1995–1996) sono stati attivi nella chiesa, tra gli altri.